# Stuart Little
Stuart Little (llamada ocasionalmente Stuart Little: Un ratón en la familia en Hispanoamérica) es una película estadounidense de comedia familiar del año 1999. Dirigida por Rob Minkoff y basada en el libro homónimo de E.B. White. La película combina el uso de imagen real y animación por computadora. Está protagonizada por Geena Davis, Hugh Laurie, Jonathan Lipnicki, Michael J. Fox como la voz de Stuart, y Nathan Lane como la voz del Gato Pelusa. La película fue estrenada el 17 de diciembre de 1999 por Columbia Pictures. 
Su secuela fue estrenada el 2002 como Stuart Little 2. En el 2003 se creó una serie animada titulada Stuart Little: La Serie Animada basada en las películas y en el 2006 se hizo otra secuela, al contrario de las anteriores películas siendo completamente de animación, llamada Stuart Little 3: Call of the Wild.

## Argumento
Frederick (Hugh Laurie) y Eleanor Little (Geena Davis) deciden adoptar un hijo. Su hijo de 7 años George (Jonathan Lipnicki) se lleva una extraña sorpresa cuando descubre que su nuevo hermano es un pequeño ratón parlanchín llamado Stuart (Michael J. Fox). Todos están muy contentos con la llegada de uno más a la familia. Todos, excepto Snowbell (Nathan Lane; "Bola de Nieve" en España, "Pelusa" en Hispanoamérica), el gato de la familia.

## Reparto
| Personaje               | Actor              | Actor de doblaje España | Actor de doblaje en Hispanoamérica |
| ----------------------- | ------------------ | ----------------------- | ---------------------------------- |
| Stuart Little           | Michael J. Fox     | Emilio Aragón           | Adal Ramones                       |
| George Little           | Jonathan Lipnicki  | Ian Lleonart            | Marco Portillo                     |
| Frederick Little        | Hugh Laurie        | Abel Folk               | Rafael Rivera                      |
| Eleanor Little          | Geena Davis        | Marta Angelat           | Patricia Martínez                  |
| Pelusa / Bola de nieve  | Nathan Lane        | Pep Antón Muñoz         | Humberto Vélez                     |
| Smokey / El Jefe        | Chazz Palminteri   | Jaume Lleal             | Blas García                        |
| Monty / El Manchas      | Steve Zahn         | Alberto Mieza           | Eduardo Giaccardi                  |
| Detective Allen         | Jim Doughan        |                         | Sergio Castillo                    |
| Red                     | David Alan Grier   | José Luis Mediavilla    | Ricardo Hill                       |
| Reginald "Reggie" Stout | Bruno Kirby        | Francisco Garriga       | Jaime Vega                         |
| Sra. Camille Stout      | Jennifer Tilly     | Maife Gil               | Dulce Guerrero                     |
| Locutor de la carrera   | Stan Freberg       |                         |                                    |
| Tío Crenshaw Little     | Jeffrey Jones      | Camilo García           | Alejandro Mayén                    |
| Tía Tina Little         | Connie Ray         | Toni Avilés             | Dulce María Romay                  |
| Tía Beatrice Little     | Allyce Beasley     |                         | Gaby Willer                        |
| Abuelo Spencer Little   | Harold Gould       | Antonio Crespo          |                                    |
| Abuela Estelle Little   | Estelle Getty      | Carmen Contreras        | Ángela Villanueva                  |
| Edgar                   | Brian Doyle-Murray | Santiago Cortés         | Álvaro Tarcicio                    |
| Señora Keeper           | Julia Sweeney      | Aurora Ferrándiz        | Ada Morales                        |

## Taquilla
El fin de semana de su estreno, Stuart Little recaudó 15.018.223 dólares, colocándolo en la posición # 1. En su segunda semana se redujo, pero volvió a # 1 en su tercer fin de semana con $ 16.022.757. De acuerdo con Box Office Mojo, su recaudación en Estados Unidos fue de $ 140.035.367, mientras que logró $ 160.100.000 en la taquilla internacional, con un total de $ 300.135.367 dólares en todo el mundo.

## Secuelas
- Stuart Little 2 (2002)
- Stuart Little 3 (2006) (directamente para video)

## Música
- Lou Bega - 1+1=2